# UNIT Factory
UNIT Factory (англ. Ukrainian National IT Factory, українська національна ІТ фабрика ) — в минулому приватний навчальний заклад, розташований у Києві. Відкрито 16 листопада 2016 року, а засновано фондом Василя Хмельницького, K.Fund та громадською організацією «Освіторія» у партнерстві з французькою школою 42 (фр. Ecole 42), за методологією якої заклад працював. Заклад закрито у травні 2020 року.
Заклад готував спеціалістів у сфері ІТ за системою навчання Peer-to-Peer (P2P) , де кожний студент одночасно був і вчителем, що міг ділитись досвідом та знаннями з іншими студентами. Навчання у закладі було безкоштовним, за умови завершення курсу і роботи на території України 3 роки. На навчання приймались люди віком від 17 до 30 років незалежно від академічних показників (освіти чи наявності ЗНО). UNIT Factory була частиною масштабного проекту UNIT.City. 13 травня 2020 року засновник школи Василь Хмельницький повідомив про закриття закладу.

## Етапи відбору
Принципи відбору студентів: враховуються лише здібності та мотивація абітурієнта, а рівень вже наявних навичок програмування не має значення. За стандартами Школи 42, вступити до закладу можуть люди віком від 17 до 30 років, що пройшли вступне випробування.
Щоб стати студентом UNIT Factory потрібно зареєструватись на офіційному сайті та пройти тестування. У разі успішного проходження тесту, абітурієнта буде запрошено на особистий візит з UNIT Team (переклад — команда, що підтримує функціонування інфраструктури навчального закладу).
Третій етап відбору — басейн — місяць вивчення мови програмування C, під час якого абітурієнти у середньому проводять до 14 годин в день у стінах UNIT Factory.

## Стиль навчання
UNIT Factory не має лекцій чи семінарів. Студенти самі піклуються про проекти, які їм надаються навчальною системою. Студенти вільні самостійно організувати власний час на навчання та відпочинок.
Навчальний заклад відкрито 24/7. Студенти допомагають один одному здобувати знання та мають можливість вільно користуватися відкритими джерелами інформації під час проходження навчальної програми. У студентів немає часових рамок для здачі проекту, є лише рекомендований час на його виконання, одночасно з тим поважається темп, в якому рухається студент по програмі.
Усі студенти здають проекти перевіряючи один одного згідно з формою перевірки. Форма перевірки — форма, де вказані основні пункти, що потрібно перевірити. Під час навчання у UNIT Factory, студенти мають 2 обов'язкові стажування у ІТ-компаніях, здобуваючи комерційний досвід. Студенти, які завершили навчання, мають до одного року комерційного досвіду.

## Навчання
Програма навчання гейміфікована та схожа на RPG, де головним героєм виступає сам студент. Він здобуває досвід, знання та необхідні навички шляхом виконання різних проектів та комунікації з колегами. Програма представляє собою певне дерево розвитку, рухаючись яким, студент розвиває свої навички. На перших етапах навчання всі студенти роблять однакові завдання, щоб вивчити та добре засвоїти основні моменти мови програмування C.
Елемент гейміфікації полягає у тому, що кожен проект виступає у ролі «квесту». За цей «квест» студент отримує досвід на основі якого підраховується рівень студента. Завдання існують різних рівнів складності, відповідно можна отримувати різну кількість досвіду.

## Кампус
UNIT Factory знаходиться за адресою вул. Дорогожицька, 3, є центральною будівлею інноваційного парку UNIT.City [Архівовано 4 липня 2018 у Wayback Machine.]. Будівля має 2 навчальні кластери та зони відпочинку.
Приміщення навчального закладу розраховане на одночасне навчання до 1500 студентів.

## Схвалення
«Якби я жив в Україні, то вчився би саме в UNIT Factory.» — Стів Возняк, засновник компанії Apple.
«Сьогдні історичне відкриття для нашої країни. Коли ми дивимось на наші інтелектуальні можливості, ми розуміємо, що ми можемо отримати лідерство саме з допомогою наших напрацювань. У нас багато нових рішень. І ми можемо розвиватись. Використовуючи найцінніше — інтелект молодих людей. Те, що я побачив (в UNIT Factory) і є точка росту.» — Володимир Гройсман, прем'єр-міністр України.
«UNIT Factory кидає виклик традиційній системі освіти. Компаніям потрібні не папери про закінчення престижного вишу, а професіонали, які успішно реалізують проекти. Наші випускники отримають знання, навички та досвід, що допоможуть їм знайти високооплачувану роботу у провідних українських і зарубіжних компаніях» — Василь Хмельницький, засновник K.Fund

## Інші заклади (за тією самою програмою)
- Ecole 42[10] (Париж, Франція — заснована у 2013 році)
- WeThinkCode[11] (Південно-Африканська Республіка — заснована у 2016 році)
- ACADEMY+PLUS[12] (Румунія — заснована у 2014 році)
- ACADEMY+MOLDOVA[13] (Молдова — заснована у 2016 році)
- CODAM[14] (Амстердам, Нідерланди — заснована у 2018 році)
- 42 Silicon Valley[15] (Фрімонт, Каліфорнія).
- The 101 (Ліон, Франція — заснована у 2017 році)
- 21 (Москва, Росія - заснована у 2018 році)
- IT-Academy (Мінськ, Білорусь - заснована в 2011)